# Robert Bengsch

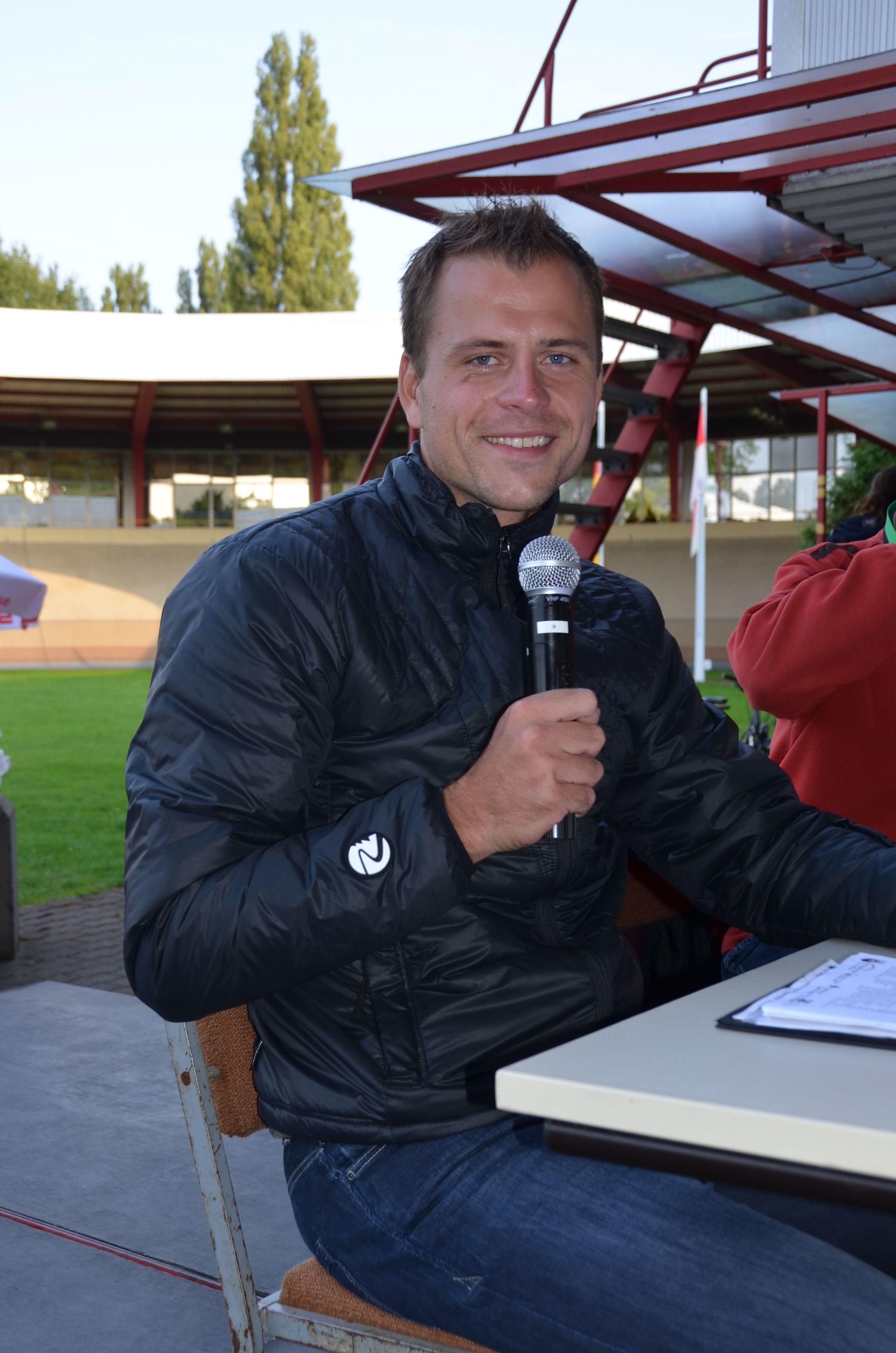
Robert Bengsch als Sprecher bei den deutschen Bahn-Radmeisterschaften 2014 in Cottbus

Robert Bengsch (* 6. Oktober 1983 in Frankfurt (Oder)) ist ein deutscher Radsportkommentator und ehemaliger Radrennfahrer mit Schwerpunkt im Bahnradsport.

## Sportliche Laufbahn
Robert Bengsch gewann 1999 die Gesamtwertung des Nachwuchsrennens Critérium Européens des Jeunes. 2001 wurde er Deutscher Junioren-Meister in der Mannschaftsverfolgung, und bei der Junioren-Weltmeisterschaft gewann er die Silbermedaille in derselben Disziplin. 2003 konnte er die Harzrundfahrt gewinnen. 2004 startete er bei den Olympischen Spielen auf der Bahn. In der Saison 2005 gewann Bengsch die Mannschaftsverfolgung beim Bahnrad-Weltcup in Los Angeles. Im selben Jahr holte er sich bei der U23-Europameisterschaft in Fiorenzuela die Silbermedaille in der Einerverfolgung und Bronze im Punktefahren. Dreimal, 2007, 2008 und 2011, errang er im Zweier-Mannschaftsfahren (Madison) den deutschen Meistertitel, gemeinsam mit Marcel Kalz. Bengsch startete auch regelmäßig bei Sechstagerennen, jedoch ohne größeren Erfolg.
Auf der Straße fuhr Robert Bengsch 2005 als Stagiaire bei der UCI ProTeam T-Mobile Team, bekam aber keinen Profivertrag. Im Jahr darauf gewann er bei der Militär-Weltmeisterschaft in Chaam jeweils die Silbermedaille im Einzelzeitfahren und im Straßenrennen. In der Saison 2008 gewann er eine Etappe bei der Tour Alsace und konnte auch die Gesamtwertung für sich entscheiden. 2010 gewann er eine Etappe der Bulgarien-Rundfahrt.
Zum Ende der Wintersaison 2012/2013 kündigte Bengsch seinen Rücktritt vom aktiven Radsport an, um sein schon begonnenes Studium der Betriebswirtschaftslehre weiterzuführen.

## Berufliches
Schon während seiner aktiven Laufbahn war Bengsch Sprecher bei Radsportveranstaltungen. Seit seinem Karriereende als Profisportler ist er unter anderem als Kommentator bei Eurosport und bei dem Radsportstreamingdienst Global Cycling Network und aktuell Discovery Plus tätig.

## Erfolge

### Bahn
2001
- Deutscher Meister – Mannschaftsverfolgung (Junioren) mit Henning Bommel, Daniel Musiol und Florian Piper

2005
- Bahnrad-Weltcup Los Angeles – Mannschaftsverfolgung mit Robert Bartko, Leif Lampater und Henning Bommel

2007
- Deutscher Meister – Madison mit Marcel Kalz

2008
- Deutscher Meister – Mannschaftsverfolgung mit Robert Bartko, Henning Bommel und Frank Schulz
- Deutscher Meister – Madison mit Marcel Kalz
- Deutscher Meister – Omnium

2011
- Sechstagerennen Bremen mit Robert Bartko
- Deutscher Meister – Madison mit Marcel Kalz
- Deutscher Meister – Omnium

2012
- Deutscher Meister – Punktefahren
- Deutscher Meister – Madison mit Marcel Kalz

### Straße
2008
- Gesamtwertung und eine Etappe Tour Alsace

2010
- eine Etappe Tour of Bulgaria